# Horoatu Crasnei
Horoatu Crasnei (Hongaars: Krasznahorvát) is een Roemeense gemeente in het district Sălaj.
Horoatu Crasnei telt 2735 inwoners.
De gemeente bestaat uit de volgende vier kernen:
- Horoatu Crasnei (Hongaars: Krasznahorvát)
- Hurez (Bagolyfalu)
- Stârciu (Bogdánháza)
- Șeredeiu (Sereden)

In de hoofdplaats vormen de Hongaren bijna 37% van de bevolking (335 Hongaren 36,9% van de in totaal 928 inwoners). Op gemeenteniveau zijn de Hongaren met ruim 14% een relatief kleine minderheid.

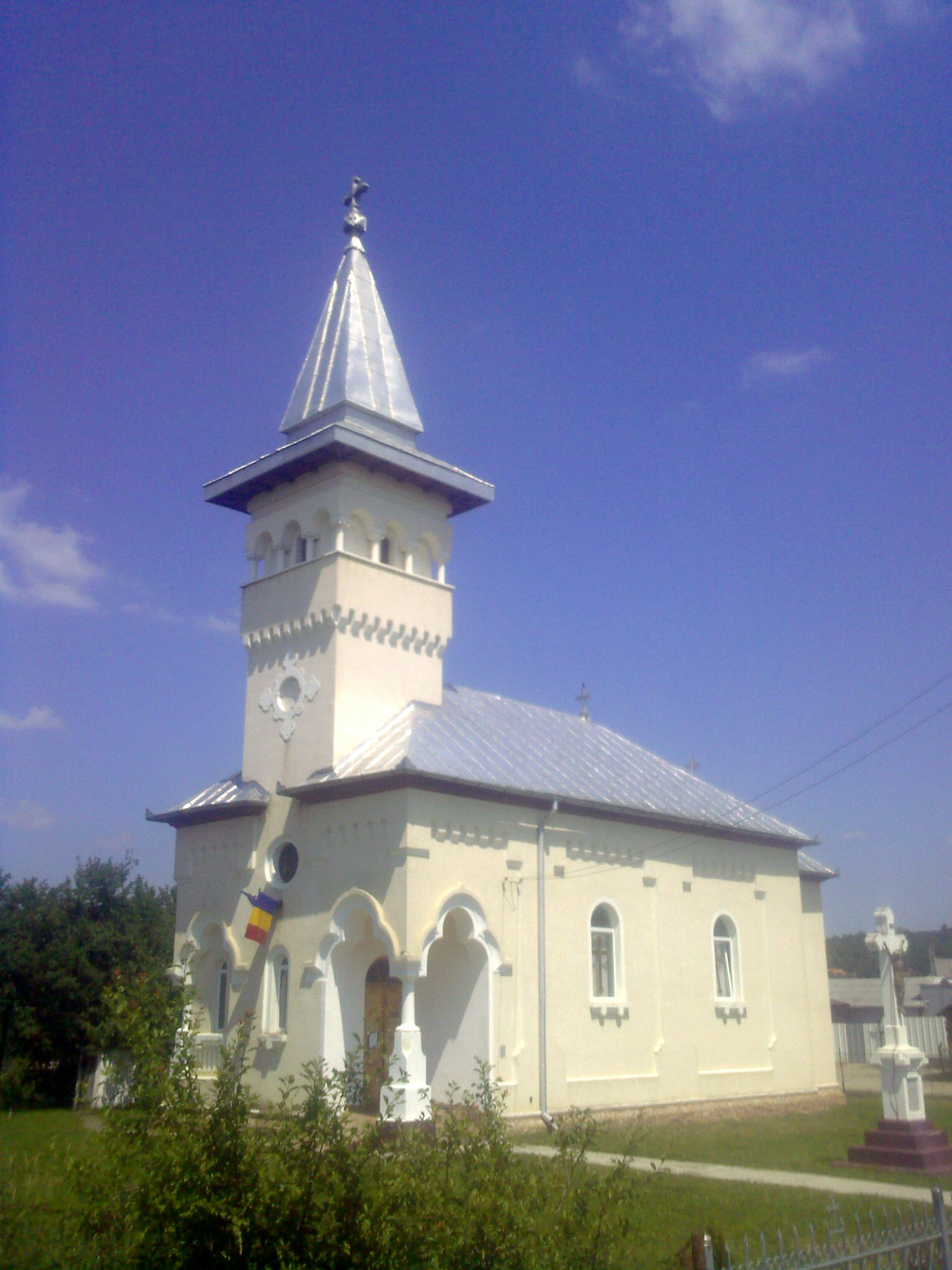
Orthodoxe kerk van Horoatu Crasnei